# 下穴馬村
下穴馬村（しもあなまむら）は福井県大野郡にあった村。現在の大野市南東部、越美北線・九頭竜湖駅の周辺にあたる。

## 地理
- 山岳 ： 荒島岳、堂ヶ辻山、杉山、大山、毘沙門岳、西山、鷲鞍岳
- 河川 ： 九頭竜川、大納川、石徹白川

## 歴史
- 1889年（明治22年）4月1日 - 町村制の施行により、長野村、鷲村、角野村、下大納村、上大納村、下山村、板倉村、朝日村、貝皿村、川合村、伊月村、後野村、角野前坂村、朝日前坂村および石徹白村の区域をもって、下穴馬村が発足。
- 1896年（明治29年）5月1日 - 大字石徹白の区域が分立して、石徹白村が発足。
- 1936年（昭和11年）2月2日 - 上火納地区にあった中立亜鉛工場が雪崩に遭い17人が死亡[1]。
- 1956年（昭和31年）9月30日 - 下穴馬村および上穴馬村が合併して、和泉村が発足。

## 交通

### 鉄道路線
現在は旧村域に越美北線の越前下山駅・九頭竜湖駅が所在するが、当時は未開業。

### 道路
- 国道158号